# Balbigny
Balbigny est une commune française située dans le département de la Loire en région Auvergne-Rhône-Alpes.

## Géographie
Balbigny est située en bord de Loire, à 10 km de Feurs. Cette commune est traversée par la RN 82 qui va de Saint-Étienne (62 km) à Roanne (31 km). Elle est également desservie par une sortie autoroutière (échangeur A72/A89).
Balbigny est située aux environs du 275e kilomètre de la Loire (fleuve).
| Saint-Georges-de-Baroille | Saint-Marcel-de-Félines | Néronde           |
| Nervieux                  | Balbigny                | Néronde           |
| Nervieux                  | Épercieux-Saint-Paul    | Pouilly-les-Feurs |

### Climat
Pour des articles plus généraux, voir Climat d'Auvergne-Rhône-Alpes et Climat de la Loire.
En 2010, le climat de la commune est de type climat océanique dégradé des plaines du Centre et du Nord, selon une étude du Centre national de la recherche scientifique s'appuyant sur une série de données couvrant la période 1971-2000. En 2020, Météo-France publie une typologie des climats de la France métropolitaine dans laquelle la commune est exposée à un climat de montagne ou de marges de montagne et est dans la région climatique Nord-est du Massif Central, caractérisée par une pluviométrie annuelle de 800 à 1 200 mm, bien répartie dans l’année.
Pour la période 1971-2000, la température annuelle moyenne est de 10,8 °C, avec une amplitude thermique annuelle de 16,9 °C. Le cumul annuel moyen de précipitations est de 664 mm, avec 8,5 jours de précipitations en janvier et 6,5 jours en juillet. Pour la période 1991-2020, la température moyenne annuelle observée sur la station météorologique de Météo-France la plus proche, « Feurs », sur la commune de Feurs à 9 km à vol d'oiseau, est de 12,1 °C et le cumul annuel moyen de précipitations est de 650,3 mm,. Pour l'avenir, les paramètres climatiques de la commune estimés pour 2050 selon différents scénarios d'émission de gaz à effet de serre sont consultables sur un site dédié publié par Météo-France en novembre 2022.

## Urbanisme

### Typologie
Au 1er janvier 2024, Balbigny est catégorisée bourg rural, selon la nouvelle grille communale de densité à sept niveaux définie par l'Insee en 2022.
Elle appartient à l'unité urbaine de Balbigny, une unité urbaine monocommunale constituant une ville isolée,. La commune est en outre hors attraction des villes,.

### Occupation des sols
L'occupation des sols de la commune, telle qu'elle ressort de la base de données européenne d’occupation biophysique des sols Corine Land Cover (CLC), est marquée par l'importance des territoires agricoles (66,9 % en 2018), en diminution par rapport à 1990 (75,6 %). La répartition détaillée en 2018 est la suivante : 
prairies (54,8 %), zones urbanisées (12,6 %), forêts (12,1 %), zones agricoles hétérogènes (7,1 %), terres arables (5 %), zones industrielles ou commerciales et réseaux de communication (4,4 %), eaux continentales (4,1 %). L'évolution de l’occupation des sols de la commune et de ses infrastructures peut être observée sur les différentes représentations cartographiques du territoire : la carte de Cassini (XVIIIe siècle), la carte d'état-major (1820-1866) et les cartes ou photos aériennes de l'IGN pour la période actuelle (1950 à aujourd'hui).

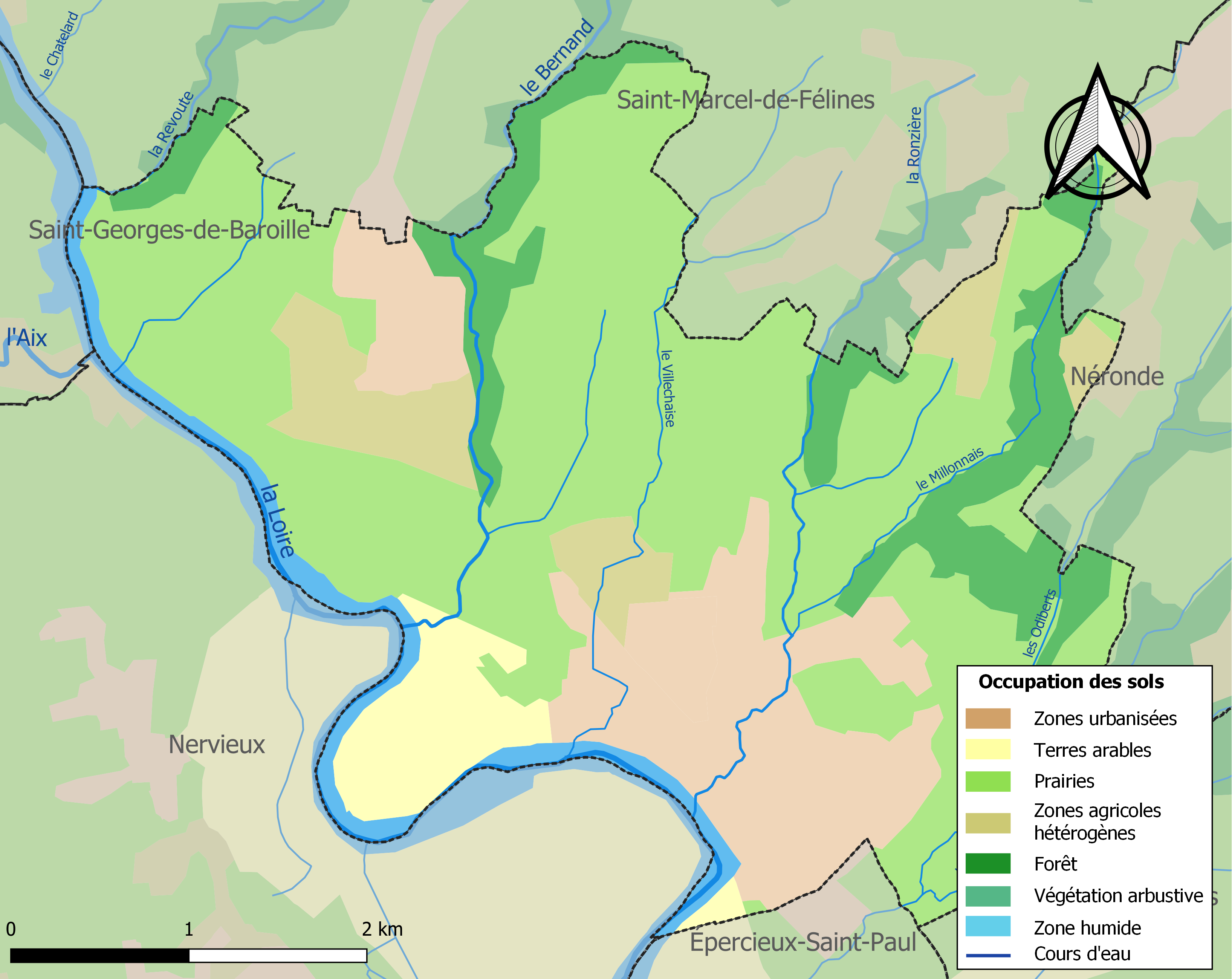
Carte des infrastructures et de l'occupation des sols de la commune en 2018 (CLC).

## Histoire

### Protohistoire
Il existait une allée couverte dite les Grandes Pierres ou, parfois, le tombeau de Balbinus. Elle a été détruite en 1811 ou 1812.

### Époque gallo-romaine

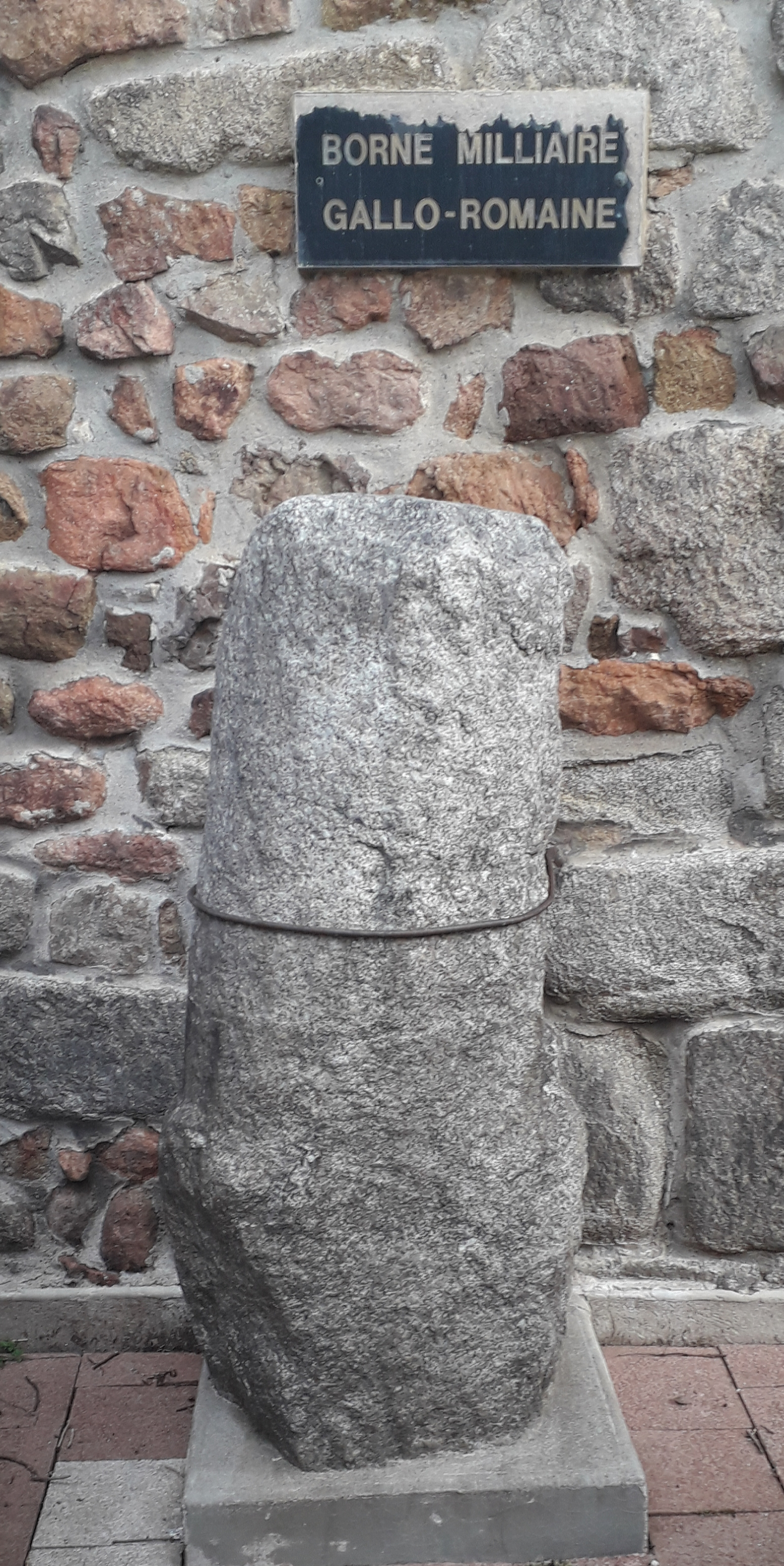
Borne miliaire située contre l'église de Balbigny, qui marquait la voie entre cette ville et Feurs

Parmi de nombreux vestiges gallo-romains, une ancienne borne milliaire est toujours visible au bord de la route nationale près de l'église.[réf. nécessaire]

### Moyen-Âge
La première mention de Balbigny date de 1090 ("Gaubertus de Balbineu").
"Albiniaco" est mentionné dans la permutation de 1173.[réf. nécessaire]

### Temps modernes
Du XVIIIe siècle au XIXe siècle, quand la Loire était sauvage, Balbigny était un village de bateliers : les hommes naviguaient sur les rambertes (bateaux à fond plat qui transportaient le charbon extrait à Saint-Étienne). Les rambertes chargés de charbon arrivaient de Saint-Rambert-sur-Loire et faisaient escale à Balbigny pour que les bateliers soient remplacés. Ils guidaient alors les rambertes jusqu'à Roanne.
Mais le chemin de fer fait son apparition et le 1er août 1832, la troisième ligne de chemin de fer de France, passant par Balbigny, ouvre ses voies.  Cette ligne reliait Andrézieux-Bouthéon à Roanne. En 1913, Balbigny est relié à Saint-Germain-Laval et Régny. Le chemin de fer sert alors à transporter le charbon, mais il permet aussi aux agriculteurs de se rendre dans les différents marchés et de vendre leurs marchandises.[réf. nécessaire]

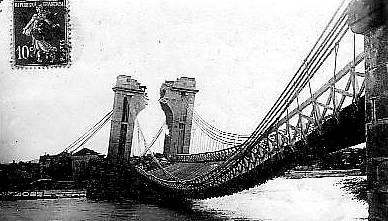
Le pont sur la Loire après son sabotage en juin 1940.

L'ancien pont suspendu de l'architecte Jean-Michel Dalgabio traversant la Loire et reliant Balbigny à la route de Nervieux, construit en 1837, est détruit en 1940 pour stopper l'avancée des troupes allemandes. Une passerelle provisoire permet alors de traverser la Loire. Le pont actuel est ouvert en 1950.
À partir de 1968 et jusqu'au milieu des années 70, Jean Tastevin, dirigeant de la C.F.M.F. (Compagnie Française de Matériel Ferroviaire), grand amateur de voitures de luxe, met au point et présente la « Monica » (en hommage à son épouse « Monique »).

## Politique et administration

### Tendances politiques et résultats
Le maire sortant ne s'est pas représenté aux élections municipales de 2014 ; Gilles Dupin remporte ces élections au premier tour avec 50,60 % des voix, battant André Thomas (49,39 %). Le taux de participation est de 66,68 %.

### Liste des maires
| Période                                  | Période                   | Identité                                    | Étiquette | Qualité                    |
| ---------------------------------------- | ------------------------- | ------------------------------------------- | --------- | -------------------------- |
| mars 1965                                | mars 1983                 | Jean Salardon                               |           |                            |
| mars 1983                                | 1992                      | Aimé Gabriel                                |           |                            |
| 1992                                     | mars 2008                 | Jean Bourrat                                |           |                            |
| mars 2008                                | mars 2014                 | Jean-Marc Regny                             |           |                            |
| mars 2014                                | En cours (au 25 mai 2020) | Gilles Dupin Réélu pour le mandat 2020-2026 | SE        | Retraité fonction publique |
| Les données manquantes sont à compléter. |                           |                                             |           |                            |

## Démographie
L'évolution du nombre d'habitants est connue à travers les recensements de la population effectués dans la commune depuis 1793. Pour les communes de moins de 10 000 habitants, une enquête de recensement portant sur toute la population est réalisée tous les cinq ans, les populations de référence des années intermédiaires étant quant à elles estimées par interpolation ou extrapolation. Pour la commune, le premier recensement exhaustif entrant dans le cadre du nouveau dispositif a été réalisé en 2004.

En 2022, la commune comptait 2 848 habitants, en évolution de −5,91 % par rapport à 2016 (Loire : +1,32 %, France hors Mayotte : +2,11 %).
| 1793 | 1800 | 1806 | 1821  | 1831  | 1836  | 1841  | 1846  | 1851  |
| ---- | ---- | ---- | ----- | ----- | ----- | ----- | ----- | ----- |
| 900  | 773  | 845  | 1 156 | 1 230 | 1 241 | 1 948 | 1 321 | 1 432 |

| 1856  | 1861  | 1866  | 1872  | 1876  | 1881  | 1886  | 1891  | 1896  |
| ----- | ----- | ----- | ----- | ----- | ----- | ----- | ----- | ----- |
| 1 545 | 1 661 | 1 638 | 1 610 | 1 533 | 1 614 | 1 663 | 1 692 | 1 742 |

| 1901  | 1906  | 1911  | 1921  | 1926  | 1931  | 1936  | 1946  | 1954  |
| ----- | ----- | ----- | ----- | ----- | ----- | ----- | ----- | ----- |
| 1 738 | 1 717 | 1 690 | 1 722 | 1 851 | 1 964 | 1 836 | 1 720 | 1 786 |

| 1962  | 1968  | 1975  | 1982  | 1990  | 1999  | 2004  | 2006  | 2009  |
| ----- | ----- | ----- | ----- | ----- | ----- | ----- | ----- | ----- |
| 1 840 | 2 023 | 2 314 | 2 469 | 2 415 | 2 616 | 2 587 | 2 546 | 2 809 |

| 2014  | 2019  | 2022  | - | - | - | - | - | - |
| ----- | ----- | ----- | - | - | - | - | - | - |
| 2 962 | 2 840 | 2 848 | - | - | - | - | - | - |

## Commodités

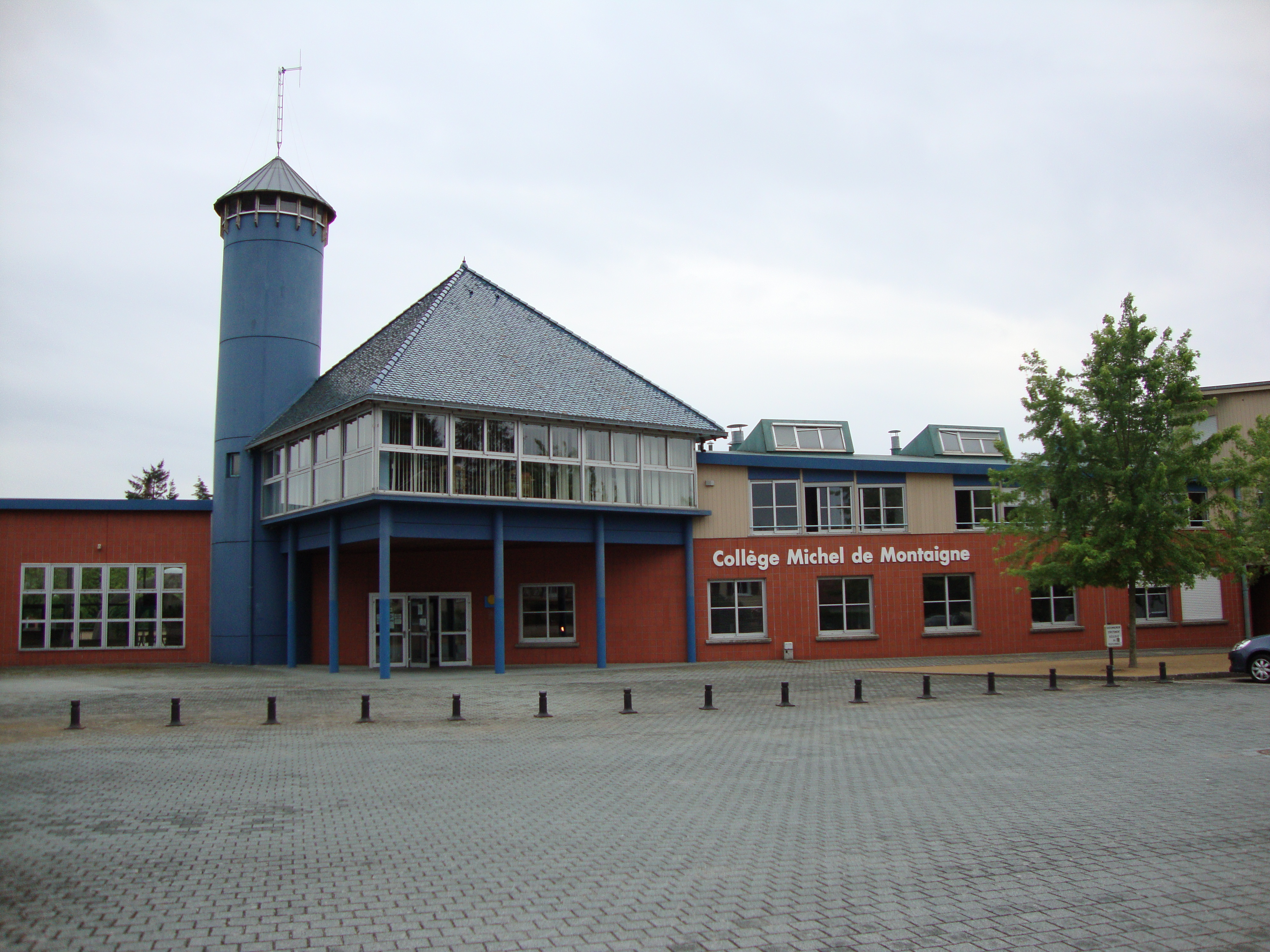
Collège Michel-de-Montaigne.

Balbigny possède une école maternelle, deux écoles primaires (une privée, une publique) et un collège (le collège Michel-de-Montaigne).
Elle possède une médiathèque, une MJC et un cinéma. Les associations sont nombreuses pour une commune de cette taille.
Malgré le fait que la commune ne soit pas chef-lieu de canton, elle est habilitée à délivrer les nouveaux passeports biométriques.

### Médias
- Le siège de la radio musicale Fever est à Balbigny. Autrefois Radio Pytagor, fondée en 1988-1989 comme radio du collège, Radio Fever, maintenant indépendante, a gardé son site d'émission au collège[28].

## Économie et transports
Balbigny était le siège de l'équipementier sportif français Duarig qui a déposé le bilan en 2014.
Les commerces des commodités du quotidien sont présents : boulangeries, quelques banques, bar-tabac, fleuriste et un supermarché entre autres.
Avec l'arrivée de l'A89, un syndicat mixte, composé du Conseil général et de trois communautés de communes partenaires, met en place une ZAIN c'est-à-dire une zone d'aménagement d'intérêt national afin d'accueillir des entreprises. La commune s'est dotée d'un plan local d'urbanisme ; pour une ville de cette taille c'est assez rare.

### Voies de communication et transports

#### Desserte routière
La commune de Balbigny est reliée par autoroute A72 et A89 aux villes de Saint-Étienne, Clermont-Ferrand et Lyon (depuis l'ouverture du tronçon de l'A89 entre Balbigny et La Tour-de-Salvagny en 2013) et par la voie express N 82 à Roanne. Balbigny se trouve ainsi à 40 min de la capitale des Gaules au lieu de 1 h 20 min avant la construction de l'autoroute.

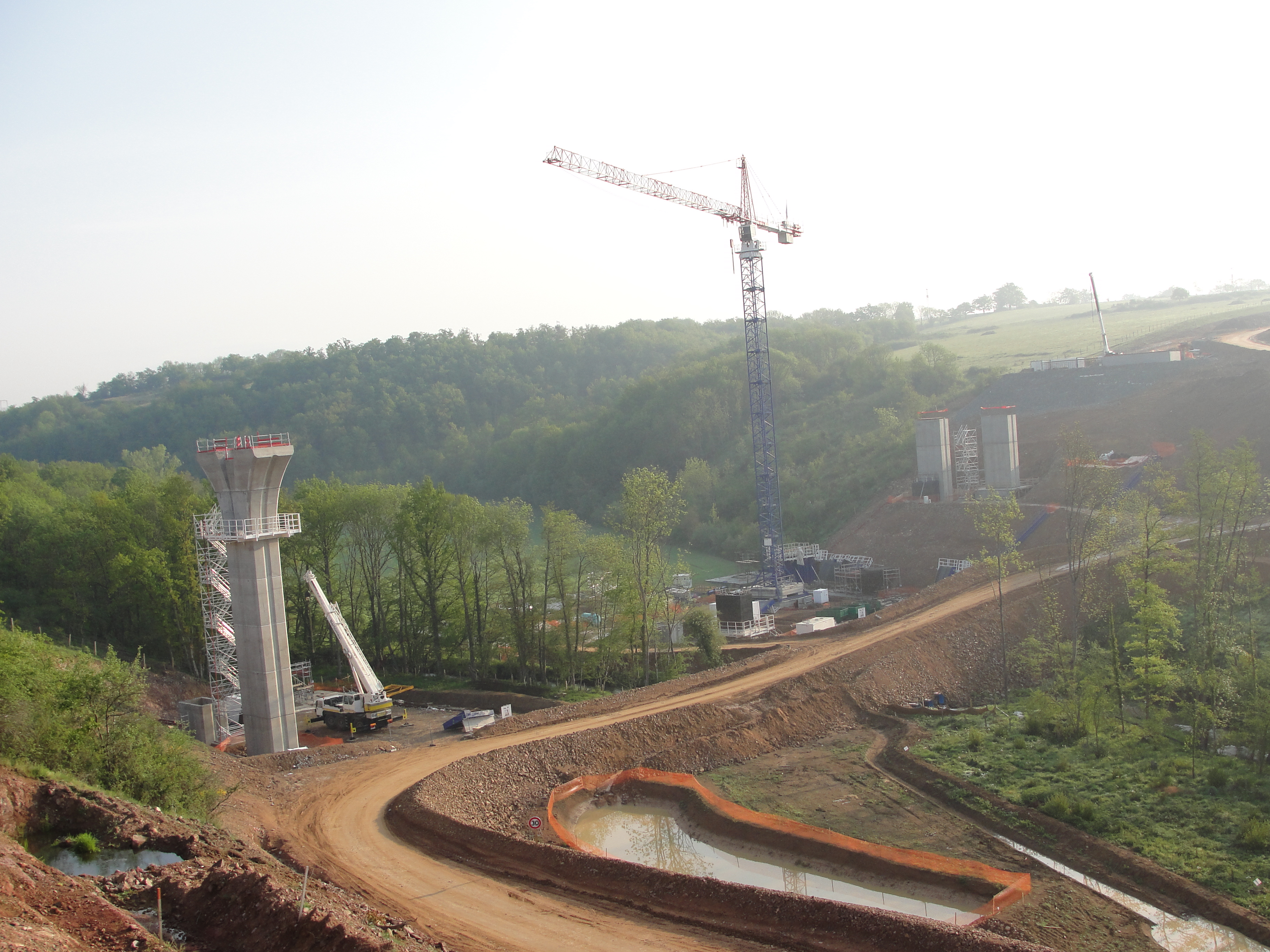
Construction d'un viaduc de l'A89 au nord de Balbigny au printemps 2010.

#### Desserte ferroviaire
La commune de Balbigny est desservie par la ligne de Moret - Veneux-les-Sablons à Lyon-Perrache et la gare de Balbigny et permet de rallier les deux pôles urbains départementaux Saint-Étienne et Roanne grâce à la ligne 12 des TER Auvergne-Rhône-Alpes.

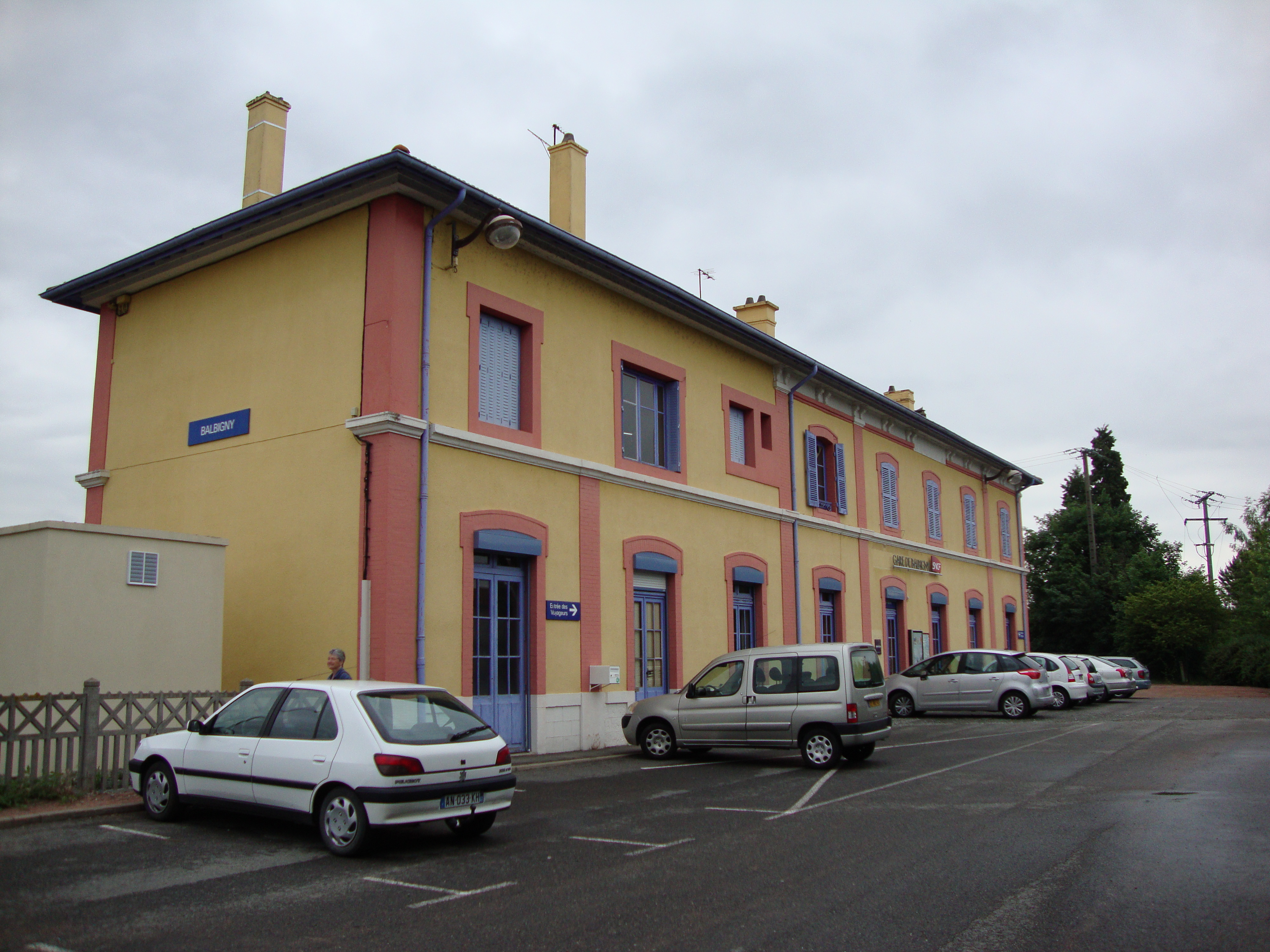
La gare de Balbigny, côté rue.
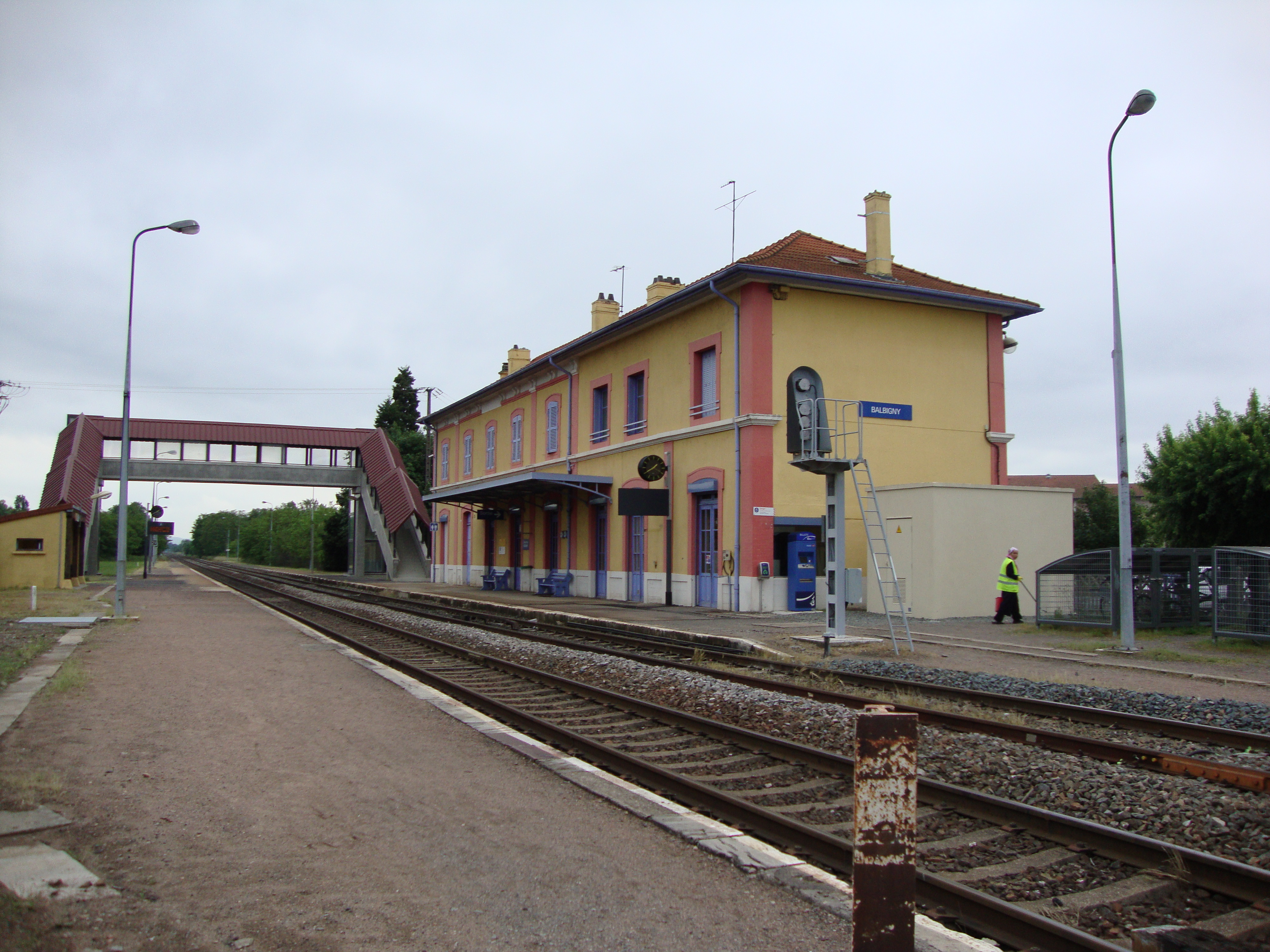
La gare de Balbigny, côté voies.

#### Transports en commun
La ligne de bus L15 du réseau Cars Région Loire relie Balbigny à Saint-Priest-en-Jarez (CHU Saint-Étienne) et la ligne L20 assure la liaison entre Balbigny et Roanne.

## Culture et patrimoine

### Édifices et monuments
- L'église Saint-Thurin de Balbigny fut construite au XIIe siècle. À l'époque, elle forme juste un rectangle avec une tour. En 1844, une nef et des bas-côtés lui sont ajoutés. Le clocher est rehaussé de 4 mètres en juillet 1934. En 1998, les peintures intérieures sont restaurées.
- Le viaduc de Chessieux : construit pour la ligne de Vichy à Régny de la Société des Chemins de fer du Centre Vichy - Régny. Le train surnommé « le tacot » se rendait au-delà de Saint-Georges-de-Baroille. Aujourd'hui, le pont est toujours utilisé par les voitures pour franchir la Loire.
- Le monument aux morts, qui commémore 76 victimes de la guerre 1914-1918 et 4 victimes de la guerre 1939-1945.

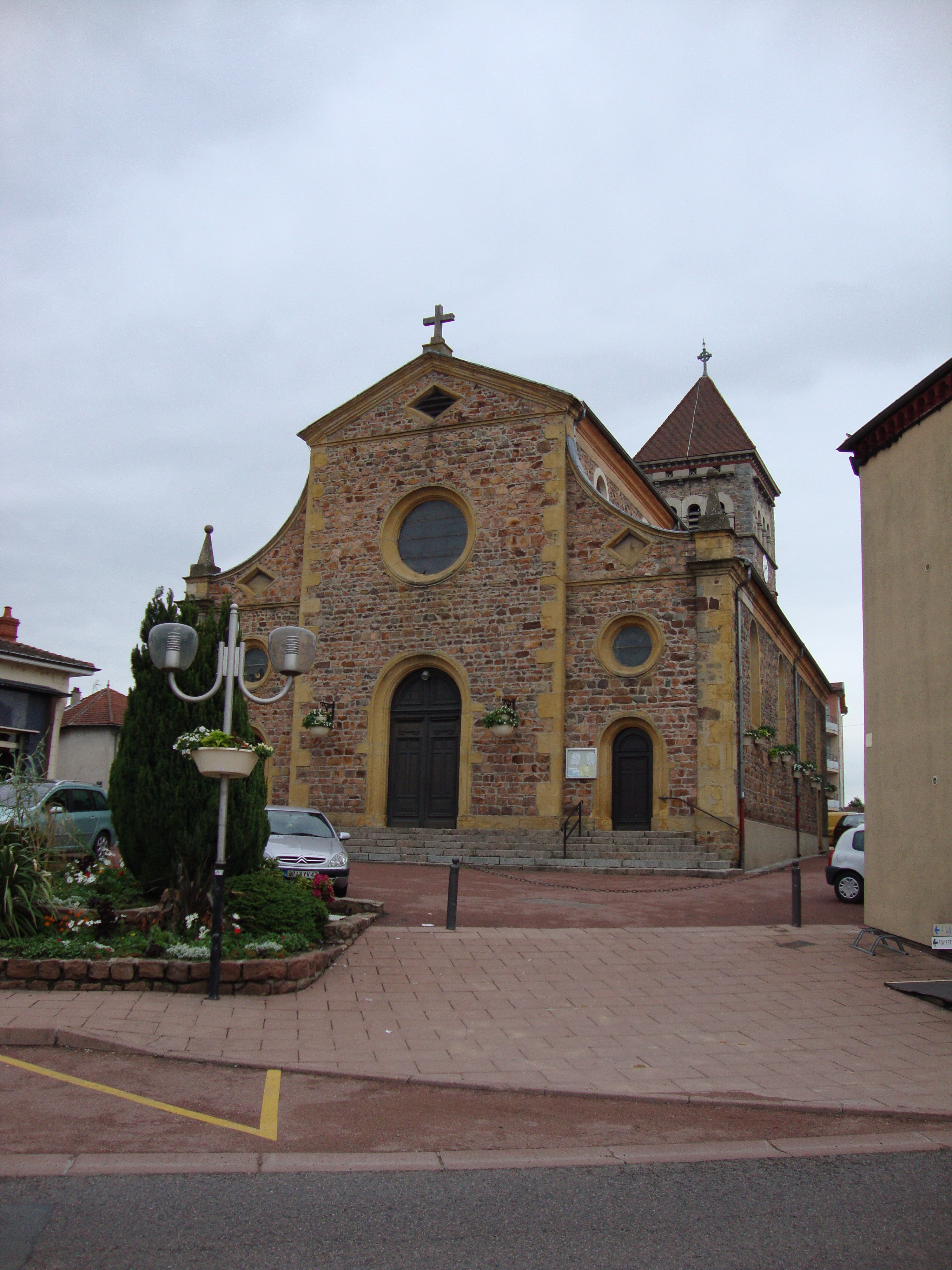
L'église Saint-Taurin côté façade.
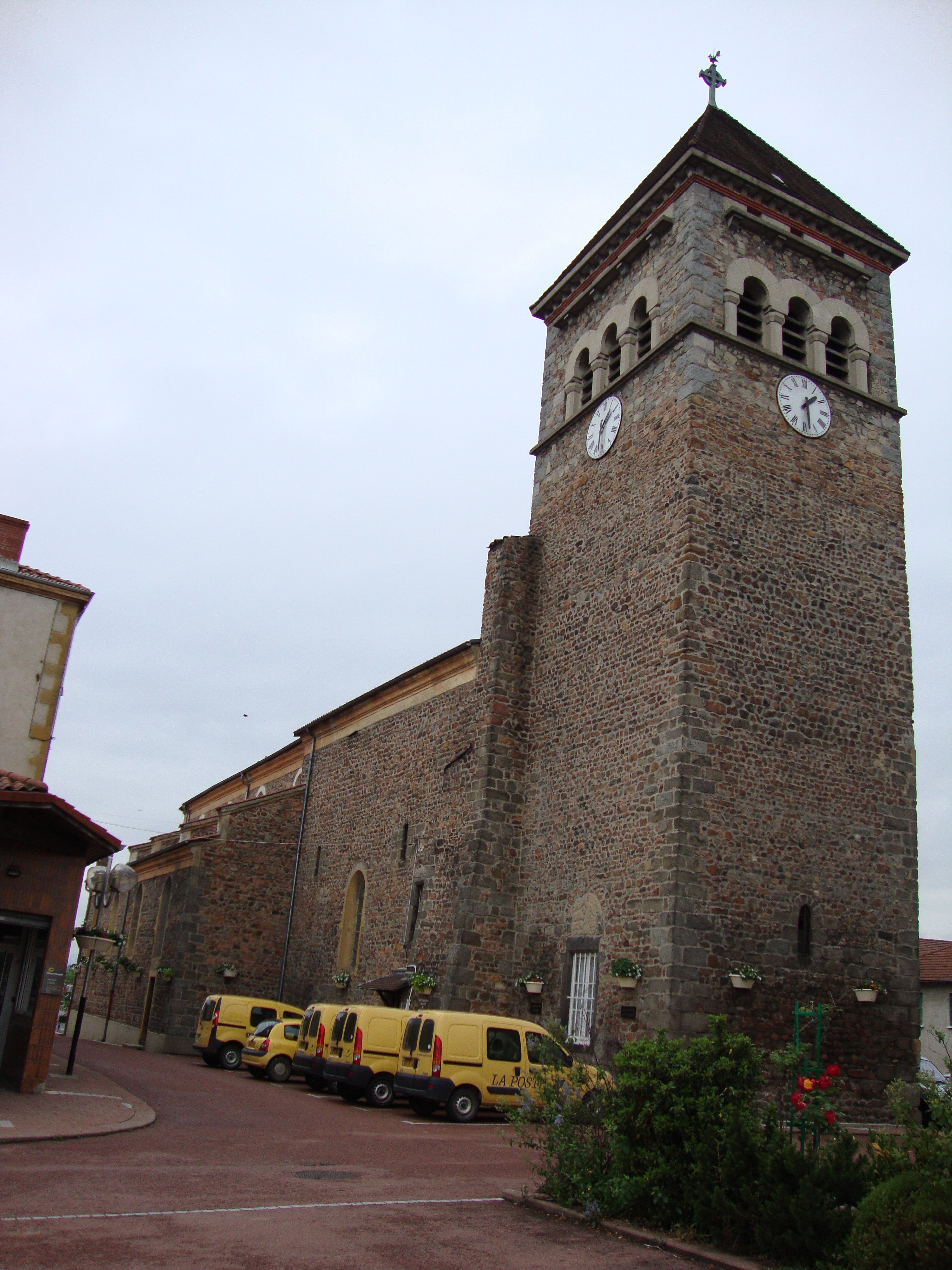
L'église côté tour.
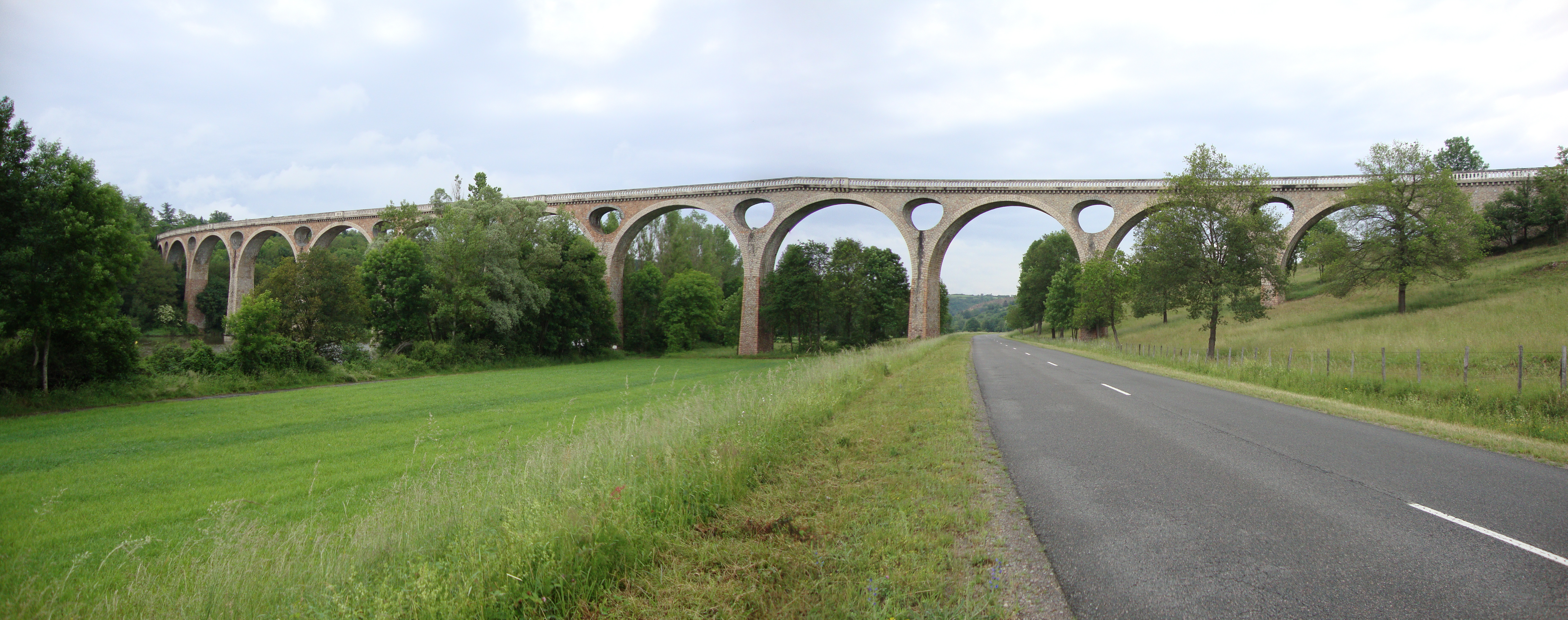
Le viaduc de Chessieux, enjambant la Loire, vu du côté de Saint-Georges-de-Baroille.

### Espaces verts et fleurissement
En 2014, la commune obtient le niveau « une fleur » au concours des villes et villages fleuris.

## Personnalités liées à la commune
- Kad Merad[30] (° 1964), acteur, humoriste et réalisateur, a vécu huit ans à Balbigny.